# Dieter Biesler
Dieter Biesler (* 1945 in Hannover) ist ein deutscher Koch.

## Leben
Nach der Kochlehre in Hannover ging er für zwei Saisons in die französische Schweiz und danach an den Petersberg nach Bonn, wo er für König Hussein von Jordanien und Queen Elizabeth II als Commis auf dem Saucier kochte. Dann ging er für zwei Jahre zurück nach Hannover zum Hotel Intercontinental. Für die Hotelkette ging er 1968 nach Karachi. Mit 22 wurde er Führungskraft. Zurück in Hannover wurde er stellvertretender Küchenchef im Hotel Intercontinental.

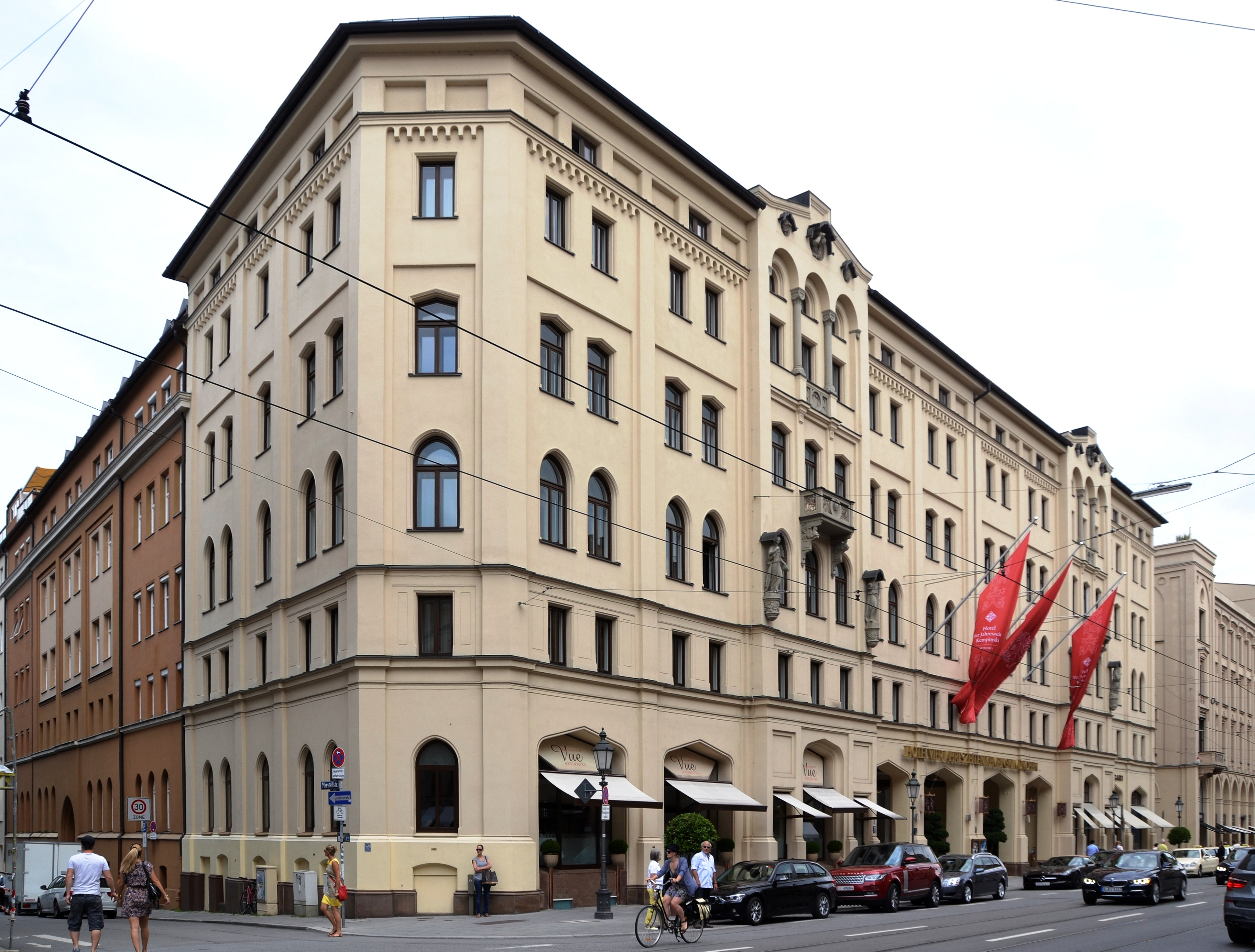
Hotel Vier Jahreszeiten

Ende 1970 wurde er Küchenchef im Restaurant Walterspiel im Vier Jahreszeiten in München, das damals als eine der ersten Adressen der Stadt galt. Bald wurde das Restaurant Walterspiel mit einem Michelinstern ausgezeichnet. Seine Klassiker waren Kiebitzeier mit Radieschen im Kressenest, Eier Benedict mit Rotweinsauce und Trüffel oder gebackener Kalbskopf mit Sauce Gribiche. Die Hauptgänge wie Roastbeef, Kalbsbrust, Lachs oder eine ganze Kalbsleber wurden vom Wagen serviert, aus der Küche kamen Bearnaise, Trüffel und die Beilagen.
1975 schloss sich die Interessengemeinschaft „Jungen Wilden“ bestehend aus Gourmetkritiker Wolfram Siebeck und vier Münchner Küchenchefs zusammen: Eckart Witzigmann aus dem Tantris, Dieter Biesler (Walterspiel), Hans-Peter Wodarz (Die Ente) und Otto Koch (Le Gourmet). Vereinsziel war „bedingungslose Qualität“ wie in Küchen großer französischer Vorbilder sowie „leichte, unverfälschte Speisen, erstklassige frische Zutaten und Beilagen, keine fetten Saucen und nichts aus der Tiefkühltruhe.“
1980 wechselte Dieter Biesler nach Frankfurt zur Eröffnung des Kempinski Hotel Frankfurt. 1985 wurde das Gourmet-Restaurant mit zwei Michelinsternen ausgezeichnet. Neben seiner Position als Küchenchef wurde Biesler für gastrotechnische Planungen innerhalb der Kempinski Gruppe engagiert. Er wurde Küchendirektor und half bei den Planungen des Çırağan-Palast in Istanbul, das Kempinski in Budapest, in Buenos Aires und am Hotel Bristol am Kurfürstendamm in Berlin.

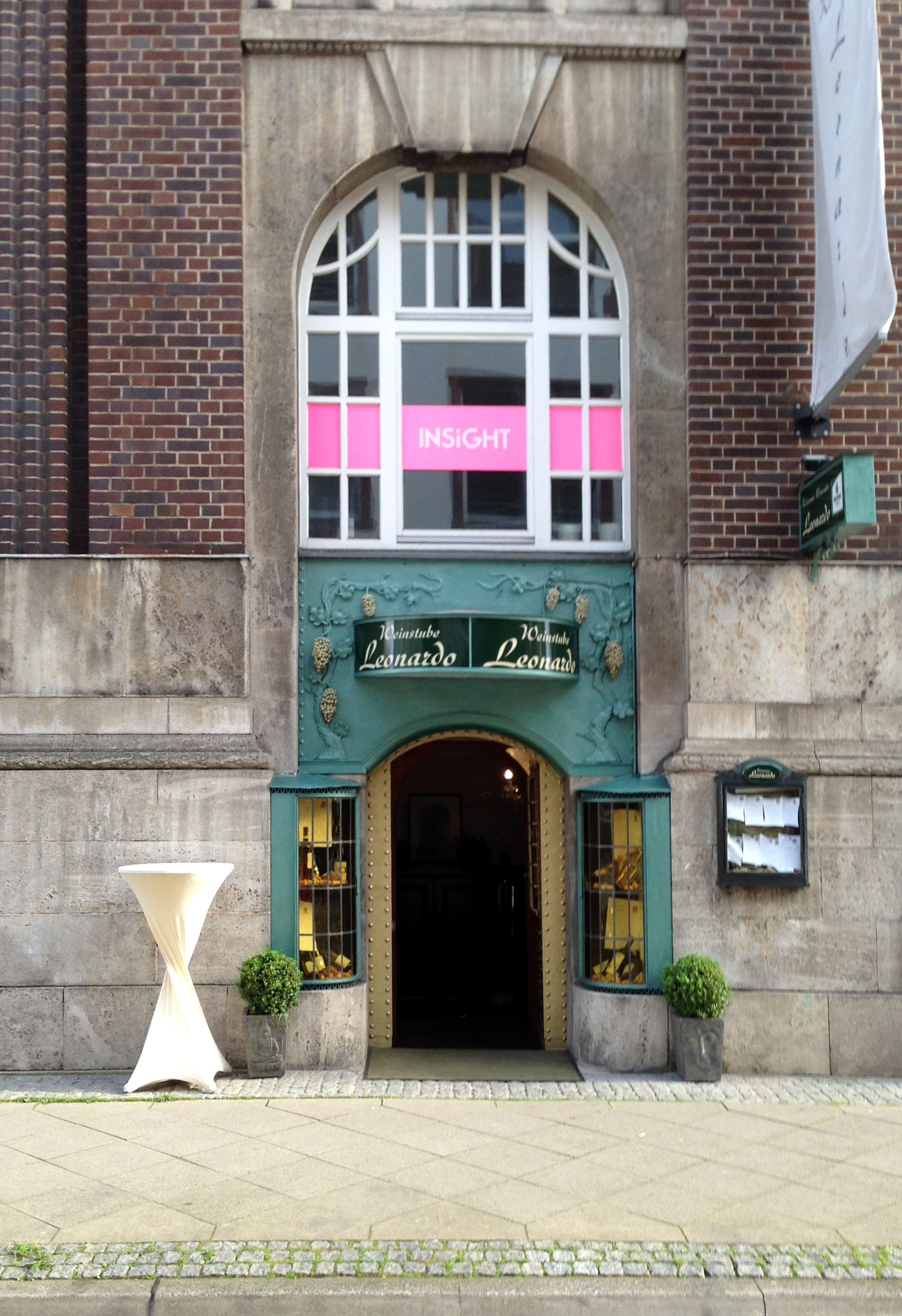
Eingang zur ehemaligen Bieslers Weinstube

1991 machte er sich mit der Gutsschänke in Schloss Johannisberg in Geisenheim selbstständig; Sven Elverfeld kochte bei ihm.
1997 eröffnete er in Hannover die Biesler Weinstube im Sophienhaus, wo er „fein bürgerlich“ kochte. 2009 ging er in den Ruhestand.
Biesler wickelte den Nachlass seines Freundes Wolfram Siebeck (1928–2016) ab.

## Auszeichnungen
- 1971: Ein Michelin-Stern für Restaurant Walterspiel
- 1985: Zwei Michelin-Sterne für das Gourmet-Restaurant im Kempinski Hotel Frankfurt

## Publikationen
- Das Buch der Saucen. Zubereitung und Komposition. Suedwest Verlag 1991, ISBN 978-3-517-00839-4.
- Das Buch feiner Suppen. Suedwest Verlag 1991, ISBN 978-3-517-01061-8.